# Rafael Talens Pelló
Rafael Talens Pelló fue un compositor y pedagogo musical español.

## Biografía
Rafael Talens recibió las primeras enseñanzas musicales de su padre, clarinete de la Sociedad Instructiva Santa Cecilia de Cullera. Posteriormente estudió en el Conservatorio Superior de Música de Valencia las especialidades de clarinete (con Lucas Conejero), piano (con Leopold Magenti y José Roca), armonía y dirección orquestal (con José Férriz).
Con 18 años se presentó a unas oposiciones para ingresar en la Banda del Generalísimo, en Madrid, y obtuvo el número 1 en la especialidad de clarinete. Aprovechó su estancia en la capital para ampliar su formación en el Real Conservatorio Superior de Música, donde fue estudiante de composición bajo la tutela del maestro Antón García Abril, disciplina en la que obtuvo la Matrícula de Honor.
A finales de los años 50, Talens creó en Madrid la Orquesta de Rafael Talens de música ligera, con la que acompañó cantantes como Luis Mariano, Lucho Gatica, La Niña del Puerto  y Juanito Valderrama, e interpretó composiciones de Quintero, León y Quiroga. En esta formación, Rafael Talens compaginaba las tareas de clarinetista, pianista, director y arreglista, según fuera necesario. Hablando de esta etapa, el compositor dijo: "Fue una verdadera escuela de música que me dio una flexibilidad y una creatividad de gran utilidad".
A principios de los años 1970 ganó la plaza de catedrático numerario de armonía del Conservatorio de Música de Valencia y se dedicó plenamente a la enseñanza y a la composición. Fue profesor del Conservatorio de Música Josep Melcior Gomis de Onteniente. Se jubiló en el año 2003. El 25 de abril de 2012 murió a causa de un ataque cerebrovascular.

## Obras
(Se indica la fecha del estreno cuando se ha podido hallar. Si no, la de la edición de la partitura)
- Baladre (2001), para violín, violonchelo y piano
- Cançoneta i dansa, para orquesta
- Carnaval de ritmos
- Concierto para trompa solo (1996)
- Inmagodeta, para trompa
- Introducció i dansa (1983), para saxofón alto y piano
- Mi Cuba: cha-cha-cha (1965)
- Quinteto, en cuatro movimientos, para conjunto de vientos
- Soliloquio: fantasía para saxofón alto, en Mi b (1990)
- Recitativo: danza y variación, para flauta y piano
- Tres preludios (1979), para guitarra (Amanecer, Evocación, Festival)

### Obras para orquesta
- Classic concert (1993), para trompa y orquesta
- Concierto para tuba y orquesta
- Cosmos (seis sketchs sinfónicos) (1979). También tiene versión para banda[4]
- Semiotècnia (1979), suite sinfónica con versiones para orquesta y para banda. En tres tiempos: Panorama, Manantial y Éxodo. La versión para banda fue premiada en el II concurso de composición para banda de la Diputació de València, el 1979
- Suite Número 2 (2000)

### Obras para banda
- Advocació a la Mare de Déu (1984), para coro y banda
- Almàssera, horta viva
- Cançons de mare (1988), temas folclóricos de Cullera y la Ribera Baja
  1. Mareta
  2. Mare, Visanteta es casa
  3. Baix del Pont de Cullera
- Carmen Gemma
- Concierto mediterráneo, para tuba y banda
- Cora d'Algar (1997), marcha mora
- Cullera, suite sinfónica. En tres partes: Raval, Vila, Mar
- Diàlegs descriptius (1993) (Obra obligada en la sección de Honor del Concurs Internacional de Bandes de Música de València del 1999. Consta de seis partes: Amanecer, La amistad, El enfado, La nobleza, Meditación, Discrepancias)
- Expressions simfòniques (1993)
- Festívoles: un preludi i dues danses (Obra obligada en la sección tercera del Concurs Internacional de bandes de música de València del 1986, y en el 17è Certamen Internacional de Bandas de Música Villa de Altea, el 1988.)
- Homenatge a un Premi Nobel: la villa de Saix a Severo Ochoa (1991), poema descriptivo (Obra obligada en el 23.º Certamen Internacional de Bandas de Música Villa de Altea, el 1994)
- Homenaje a Salvador Giner (2007)
- Ibèrica, suite de danzas valencianas
- L'illa (1984), premi València de Composició musical para banda
- Marcha Comisario Piris Perpén (2006)[5]
- Obertura para un centenari (1996), dedicado al Ateneu Musical de Cullera. Obra obligada en el 31è Certamen Internacional de Bandas de Música Villa de Altea, el 2002
- Obertura Rítmica (1990)
- Oracions a la Mare de Déu
- El patriarca (2007). Obra obligada en la sección de Honor del Concurs Internacional de Bandes de Música de València del 2007
- El Rabajol (1988), suite en tres movimientos, premiada en el IV concurs de composició para banda simfònica "José Manuel Izquierdo", Catarroja 1988
- Rítmics i Melòdics, premio de la Diputación Provincial de Castellón
- Secuencias vibratorias (1987), suite, premio Maestro Villa
- Seqüències simfòniques per un centenari (2007), dedicado a la Societat Musical de Cullera
- Sicània, suite. Obra obligada en el 15è Certamen Internacional de Bandas de Música Villa de Altea, el 1986
- Suite aràbiga (1991). En conmemoración del 50.º aniversario de la celebración de la fiesta de Moros y Cristianos de Onteniente. Consta de tres partes: Llamada y marcha de entrada, Danza del caíd, Moresca
- Valldigna (1998), suite descriptiva
- Vicent Escrig

- Pasodobles: Antas de Ulla, Ateneo Mercantil, Banda Municipal de Valencia, Barri i Falla, La Canyada|La Cañada, Cent anys noble i liberal (2007), Dunia Piris (2000), Estudiantes 89, Falla la Bega, Fiesta en Onda, Fina Blasco, Fira d'Onda, Gloria Ramírez, Hermanos Bonet, Hermanos Falcó, La Lírica (2005), Mari Ángeles González, María Dolores Cervera, Maria Pilar Bacete, Paco Arévalo, Paquita y Nieves, Penya Els Guapos, Pepe Luis Benlloch, Pepita la de la Llum, Pere Manuel, Els Pirris,[6] Rafael Mauricio, Rosa Blanquer, Rosalina, Sarrion (2004)

Tercio de quites, Teresa Badenes, Traner, Yolanda Sánchez, Rojosa (1989)

### Coral
- A ballar a les dances
- El alma de Torrevieja, para coro mixto
- Cantestil 98
- Mareta, mareta (Partitura en PDF Archivado el 27 de septiembre de 2007 en Wayback Machine.)
- Santa Nit de Nadal, villancico (Midi Archivado el 29 de julio de 2007 en Wayback Machine.)
- Tres cançons del meu poble, para coro mixto
  - Mare, vull casar-me (Partitura en PDF Archivado el 29 de julio de 2007 en Wayback Machine.)
  - El xiquet té son  Archivado el 29 de julio de 2007 en Wayback Machine.
  - Dansa cantà  Archivado el 29 de julio de 2007 en Wayback Machine.